# Julien Alfred
Julien Alfred (født 10. juni 2001) er en atlet fra Saint Lucia, der konkurrerer i kortdistanceløb.

## Karriere
Ved verdensmesterskaberne i atletik 2023 i Budapest blev Alfred nummer fem på 100 meter og fjerdeplads på 200 meter. Ved verdensmesterskaberne i indendørs atletik i Glasgow i 2024 vandt hun guld på 60 m.
Ved Sommer-OL 2024 i Paris vandt hun guld i 100 meterfinalen, efter at have brudt en personlig rekord og national rekord med 10,72.